# Sumampir (Rembang)
Sumampir is een bestuurslaag in het regentschap Purbalingga van de provincie Midden-Java, Indonesië. Sumampir telt 8085 inwoners (volkstelling 2010).